# Pic des Spijeoles
Pic des Spijeoles – szczyt w Pirenejach. Leży w południowej Francji, w departamentach Górna Garonna i Pireneje Wysokie, przy granicy z Hiszpanią. Należy do podgrupy "Luchon" w Pirenejach Centralnych.